# Lewis Padgett
Pour les articles homonymes, voir Padgett.
Lewis Padgett est le pseudonyme collectif d'un couple d'écrivains de science-fiction, Henry Kuttner et Catherine Lucille Moore, qui ont également utilisé les noms de plume de Lawrence O'Donnell et C. H. Liddell ou publié sous leur nom propre.

## Œuvres

### Romans
- L'Homme venu du futur, Deux-Rives, 1957 ((en) The Fairy Chessmen, 1946)
- L'Échiquier fabuleux, J'ai lu, coll. « Science-fiction » no 689, 1976 ((en) Chessboard Planet, 1946). Ce roman évoque des lois physiques immuables devenu variables, en les comparant au jeu d'échecs féériques (dont les règles peuvent changer).
- (en) The Portal in the Picture ou Beyond Earth's Gates, 1946
- (en) The Day He Died, 1947
- (en) Tomorrow and Tomorrow, 1947

### Nouvelles
- (en) A Gnome There Was, 1941
- (en) Piggy Bank, 1942
- (en) Deadlock, 1942
- Le Twonky ((en) The Twonky, 1942)Publiée dans Histoires de machines
- (en) Compliments of the Author, 1942
- L'Armoire temporelle ((en) Time Locker, 1943)
- Gallegher bis ((en) Gallegher Plus, 1943)
- Tout smouales étaient les Borogoves ((en) All Mimsy Were the Borogoves, 1943)
- Le Robot vaniteux ((en) The Proud Robot, 1943)
- (en) Shock, 1943
- (en) Open Secret, 1943
- (en) The World Is Mine, 1943
- (en) Endowment Policy, 1943
- (en) The Iron Standard, 1943
- Point de rupture ((en) When the Bough Breaks, 1944)
- (en) The Piper's Son, 1945
- (en) Three Blind Mice, 1945
- (en) Camouflage, 1945
- (en) What You Need, 1945
- En direct avec le futur ((en) Line to Tomorrow, 1945)
- (en) Beggars in Velvet, 1945
- (en) We Kill People, 1946
- (en) Rain Check, 1946
- La Cure ((en) The Cure, 1946)Publiée dans Histoires de voyages dans le temps
- (en) Time Enough, 1946
- (en) Murder in Brass, 1946
- L'Ange noir ((en) The Dark Angel)
- (en) Project, 1947
- (en) Jesting Pilot, 1947
- (en) Margin for Error, 1947
- (en) Exit the Professor, 1947
- (en) Ex Machina, 1948
- (en) Private Eye, 1949
- (en) The Prisoner in the Skull, 1949
- (en) See You Later, 1949
- (en) The Far Reality, 1951
- (en) Humpty Dumpty, 1953
- (en) Epilogue, 1953

En 1952 paraît le recueil Robots Have No Tails comprenant The Proud Robot, Gallegher Plus, The World Is Mine, Ex Machina et Time Locker, suivi en 1953 de Mutant, comprenant The Piper’s Son, Three Blind Mice, The Lion and the Unicorn, 
Beggars in Velvet, Humpty Dumpty et Epilogue.

## Récompenses
Le Twonky et Tout smouales étaient les Borogoves furent tous deux récompensés par le Prix Hugo de la meilleure nouvelle courte, respectivement pour l'année 1943 (attribué rétrospectivement en 2018) et 1944 (en 2019).